# Karin Wittneben
Karin Wittneben, geb. Claussen (* 18. August 1935 in Kiel; † 23. November 2016 in Laatzen), war eine deutsche Krankenschwester, Lehrerin für Pflegeberufe und Professorin für Didaktik in der beruflichen Fachrichtung Gesundheit der Universität Hamburg.

## Leben
Karin Wittneben besuchte die Volks- und Realschule in Kiel. Nach der Mittleren Reife absolvierte sie zwischen 1953 und 1956 eine Ausbildung zur Krankenschwester im Krankenhaus Hamburg–Rissen, ebenso wie in den darauf folgenden zwei Jahren in England am St. Albans City Hospital in Hertfordshire eine Ausbildung zur State Registered Nurse (SRN). Sie arbeitete anschließend in unterschiedlichen Institutionen in Hamburg und Hannover als Krankenschwester und wurde unter anderem Lehrkraft am Adult Education Board (Volkshochschule) in Singapur. Diese Tätigkeit führte sie drei Jahre lang aus. Daran anschließend absolvierte Wittneben eine Weiterbildung zur Lehrerin für Pflegeberufe an der renommierten Schwesternschule der Universität Heidelberg, die sie mit einer Abschlussarbeit zur Zusammenarbeit von Ärzten und Pflegepersonal beendete. Danach arbeitete Wittneben mehrere Jahre im Bereich der pflegerischen Aus-, Fort- und Weiterbildung und entwickelte ihren didaktischen Ansatz der „multidimensionalen Patientenorientierung“, der eine Weiterentwicklung des patientenorientierten Ansatzes der Heidelberger Schwesternschule durch Antje Grauhan darstellte. Es folgte das Studium der Erziehungswissenschaft, Soziologie und Psychologie an der Universität Hannover, sowie Erziehungs- und Pflegewissenschaft als DAAD-Stipendiatin an der Universität Wisconsin–Madison (USA). Hier erfolgte auch der Masterabschluss. Im Jahr 1990 wurde Karin Wittneben am Fachbereich Erziehungswissenschaft der Universität Hannover promoviert. 
Im Jahr 1993 erfolgte der Ruf an die Universität Hamburg als Professorin für Erziehungswissenschaft unter besonderer Berücksichtigung der Berufspädagogik, Schwerpunkt: Didaktik der beruflichen Fachrichtung Gesundheit am Institut für Berufs- und Wirtschaftspädagogik. Gleichzeitig wurde sie vom Wissenschaftssenator der Freien und Hansestadt Hamburg mit der Planung eines Pflegelehrerstudienganges an der Universität Hamburg beauftragt. Ihre Nachfolgerin auf der Professur wurde Ulrike Greb. Nach ihrer Pensionierung im Jahr 2000 begleitete Wittneben das Schulzentrum für Krankenpflegeberufe in Hannover bei der schulinternen Curriculumentwicklung.
Karin Wittneben war eine der Protagonistinnen der Professionalisierung der Pflege in Deutschland und aktives Mitglied der Deutschen Gesellschaft für Pflegewissenschaft (zuvor: Deutscher Verein). Eine wichtige Rolle spielte sie, gemeinsam mit Johanna Taubert, Marianne Arndt und Sabine Bartholomeyczik, bei der Sektionsgründung der Sektion Hochschullehre dieser Gesellschaft. Sie wurde Gründungsmitglied dieser Sektion.
Karin Wittneben war seit 1961 verheiratet mit Heinrich Wittneben. Im Jahr 2012 erlitt Wittneben einen Schlaganfall, dessen Begleiterschungen ihr schwer zu schaffen machten. Seit 2015 lebte sie pflegebedürftig im Stephanstift, einer Diakonischen Einrichtung in Hannover, wo sie auch verstarb. Ihre letzte Ruhestätte fand sie auf dem Friedhof des Stephanstiftes in Hannover.

### Schülerin
Wittneben war Doktorvaterin der Pflegewissenschaftlerin und Mitglied der Fachkommission nach dem Pflegeberufegesetz, Ingrid Darmann-Finck. Darmann-Finck war die einzige Doktorandin Wittnebens mit erfolgreichem akademischem Abschluss.

### Dissertation
Wittnebens Dissertation Zum Begriff der Pflege in der beruflichen Weiterbildung zur Krankenpflegelehrkraft: über Voraussetzungen und Perspektiven einer kritisch-konstruktiven Didaktik der Krankenpflege an der Universität Hannover wurde unter dem Titel Pflegekonzepte in der Weiterbildung zur Pflegelehrkraft. Über Voraussetzungen und Perspektiven einer kritisch–konstruktiven Didaktik der Krankenpflege bekannt. Das Pädagogik- und Didaktikverständnis von Karin Wittneben war von Vorstellungen der kritisch–konstruktiven Didaktik von Wolfgang Klafki und der „Theorie des kommunikativen Handelns“ von Jürgen Habermas geprägt. Damit bahnte Wittneben einer wissenschaftstheoretischen Grundorientierung den Weg, die auf der Höhe der Zeit sowohl im allgemeinpädagogischen als auch im sozialphilosophischen Diskurs operierte. Wittneben verknüpfte in ihrer Dissertation zudem die kritisch-konstruktive Didaktik Klafkis mit der Pflegetheorie der US-amerikanischen Pflegetheoretikerin Dorothea Orem. Dafür las sie Dorothea Orem rekonstruktiv und reininterpretierte diese fachdidaktisch vor dem Horizont ihrer Bedeutungsgestalt für den Pflegeunterricht. Der Entwurf verknüpfte Bildungstheorie und Krankenpflegetheorie auf eigenständige Weise. Diese Verknüpfung war für Wittneben die Grundvoraussetzung für eine patientenorientierte Pflege zum einen und eine wissenschaftlich fundierte Fachdidaktik der Krankenpflege zum anderen. Mit dieser Dissertation von Wittneben begann ein neues Selbstbewusstsein und eine neue Selbstbezüglichkeit der bundesdeutschen Fachdidaktik Pflege.

### Tätigkeit als Pflegehistorikerin
Weitere Verdienste erwarb sich Karin Wittneben als Pflegehistorikerin. Sie erstellte zahlreiche pflegehistorisch relevante Biographien im „Biographischen Lexikon zur Pflegegeschichte: Who was Who in Nursing History“, das zunächst von Horst–Peter Wolff und später von Hubert Kolling herausgegeben wurde bzw. wird. Es handelt sich um insgesamt 172 Biographien zwischen den Bänden eins und sieben. Band acht dieses Lexikons (2018) zeigt deshalb Karin Wittneben auf dem Titelblatt zu Ehren ihrer Verdienste.

## Veröffentlichungen
- Pflegekonzepte in der Weiterbildung für Pflegelehrerinnen und Pflegelehrer. Leitlinien einer kritisch-konstruktiven Pflegelernfelddidaktik. 5. Auflage. Frankfurt am Main: Lang. (1. Aufl. 1991/4. Aufl. 1994 unter dem Titel: Pflegekonzepte in der Weiterbildung zur Pflegelehrkraft. Über Voraussetzungen und Perspektiven einer kritisch-konstruktiven Didaktik der Krankenpflege)
- mit Ingrid Darmann-Finck als Hrsg.: Gesundheit und Pflege: Bildungshaltigkeit von Lernfeldern. Wissensbestände und Wissenstransfer. Gütersloh: Bertelsmann, 2002
- mit Bisler, W/Fawcett-Henessy, A/Scicluna, H/Pochmarski, R/Rennen-Allhoff, B/Maanen, H van: Bildung und Pflege. Die Europäische Dimension. Tagungsband Fortbildungsveranstaltung 25. – 26. Mai 2000 BlauArt Tagungshaus Potsdam. Wuppertal: Bundesausschuss der Lehrerinnen und Lehrer für Pflegeberufe, 2000
- mit Darmann als Hrsg.: Gesundheit und Pflege: Ausbildung, Weiterbildung und Lehrerbildung im Umbruch. Gütersloh: Bertelsmann, 2000
- als Hrsg.: Forschungsansätze für das Berufsfeld Pflege. Beispiele aus Praxis, Management und Ausbildung. Stuttgart u. a.: Thieme, 1998
- mit Kruse, A-P/Fawcett-Henes,y A/Zopfy, I/Meifort, B/Dielmann, G: Ausbildung in den Pflegeberufen. Eschborn: DBfK, 1997
- mit Mischo-Kelling (Hrsg.): Pflegebildung und Pflegetheorien. München u. a.: Urban & Schwarzenberg, 1995, hier beispielsweise Wittneben S. 11 ff., 252 ff.

## Videos, Videopodcasts
- YouTube: Roswitha Ertl-Schmuck zu Karin Wittneben. Min. 8:45–10:17. In: Sandra Altmeppen im Gespräch mit Roswitha Ertl-Schmuck: Ein Austausch über die subjektorientierte Pflegedidaktik. Dauer 28:00 Min. Interview mit Roswitha Ertl-Schmuck (Video)
- pflegebildung: Episode 64: Gertrud Hundenborn zu Karin Wittneben. Min. 9:49–10:34. In: „Wegbereiterinnen persönlich“ (1). Roland Brühe im Gespräch mit Professorin Gertrud Hundenborn. 28. Juli 2023. Dauer 1h:05:08. Videopodcast Wegbereiterinnen persönlich (1)
- pflegebildung: Episode 64: Karin Wittneben – eine Annäherung. Roland Brühe im Gespräch mit Professorin Christine Auer. 8. September 2023. Videopodcast Karin Wittneben
- pflegebildung : Episode 85: Wegbereiterinnen persönlich (3) – Professorin Dr. Roswitha Ertl-Schmuck im Gespräch mit Roland Brühe. 16. August 2024 (YouTube 52 Min.). Zu Karin Wittneben Min. 12:10–13:04 und 15:00–15:38 Videopodcast Wegbereiterinnen persönlich (3)